# Edward Knatchbull, 9. Baronet

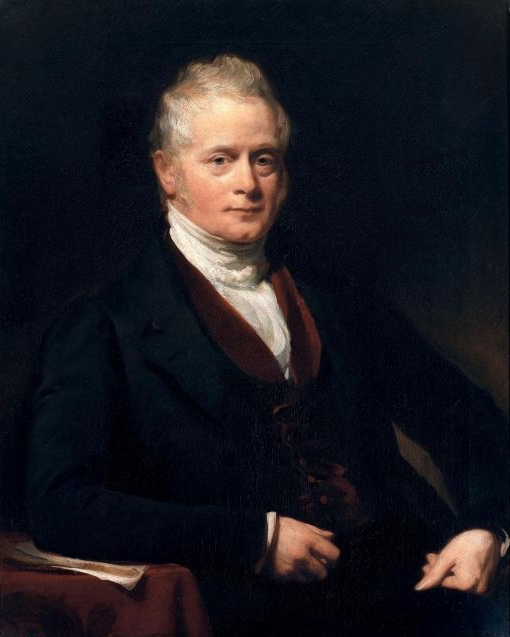
Sir Edward Knatchbull, 9. Baronet (Gemälde von Thomas Phillips, um 1840)

Sir Edward Knatchbull, 9. Baronet FRS (* 20. Dezember 1781; † 24. Mai 1849 in Mersham Hatch, Kent, England) war ein britischer Politiker der Conservative Party, der zwischen 1819 und 1845 mit Unterbrechung Mitglied des House of Commons war, sowie zweimal, von 1834 bis 1835 und erneut von 1841 bis 1845, das Amt des Paymaster General bekleidete.

## Leben

### Unterhausabgeordneter und Paymaster General
Knatchbull war der älteste Sohn von Edward Knatchbull, der 25 Jahre lang Abgeordneter des Unterhauses war sowie 1789 den 1641 in der Baronetage of England verliehenen Titel Baronet, of Mersham Hatch in the County of Kent, erbte, sowie dessen Ehefrau Mary Hugessen. Nach dem Schulbesuch begann er am 5. Februar 1800 ein Studium am Christ Church der University of Oxford und nahm nach der anwaltlichen Zulassung bei der Rechtsanwaltskammer (Inns of Court) von Lincoln’s Inn 1803 eine Tätigkeit als Rechtsanwalt auf. Bereits ein Jahr zuvor wurde er am 6. Mai 1802 Fellow der Royal Society.
Beim Tode seines Vaters erbte Knatchbull am 21. September 1819 dessen Adelstitel als 9. Baronet. Am 16. Juli 1819 wurde er als Kandidat der konservativen Tories erstmals zum Mitglied des House of Commons gewählt und vertrat dort zunächst bis zum 25. Juli 1831 den Wahlkreis Kent. Nachdem er rund 18 Monate nicht dem Unterhaus angehört hatte, wurde er am 10. Dezember 1832 abermals zum Mitglied des House of Commons gewählt und vertrat dort nunmehr bis 1845 den Wahlkreis Kent Eastern.
Am 23. Dezember 1834 wurde Knatchbull, der bereits am 16. Dezember 1834 zum Mitglied des Privy Council ernannt wurde, von Premierminister Robert Peel erstmals zum Generalzahlmeister der Streitkräfte (Paymaster General of the Forces) ernannt und bekleidete dieses Amt bis zum 8. April 1835. Das Amt des Generalzahlmeisters der Streitkräfte bekleidete er erneut auch in der zweiten Regierung Peel vom 8. September 1841 bis zu seiner Ablösung durch Bingham Baring am 1. März 1845.

### Ehen und Nachkommen
Edward Knatchbull war zweimal verheiratet und Vater von drei Töchtern und vier Söhnen. 
Am 25. August 1805 heiratete er in erster Ehe Annabella Christina Honywood, eine Tochter von Sir John Honywood, 4. Baronet, der zwischen 1785 und 1806 mit Unterbrechungen Abgeordneter des Unterhauses war. Aus dieser Ehe stammten drei Töchter und ein Sohn. Sein ältester und einziger Sohn aus erster Ehe Norton Joseph Knatchbull erbte nach seinem Tod den Titel als 10. Baronet. Seine erste Frau starb am 4. April 1814.
Knatchbull heiratete am 24. Oktober 1820 seine zweite Ehefrau Fanny Catherine Knight, deren Vater Edward Knight ein älterer Bruder der Schriftstellerin Jane Austen war. Aus dieser Ehe stammten drei weitere Söhne. Der älteste Sohn aus dieser Ehe war Edward Knatchbull-Hugessen, der zwischen 1857 und 1880 Mitglied des House of Commons sowie zeitweise Unterstaatssekretär im Innenministerium (Home Office) und im Kolonialministerium (Colonial Office) war sowie 1880 als Baron Brabourne, of Brabourne in the County of Kent, zum erblichen Peer erhoben wurde und dadurch dem House of Lords als Mitglied angehörte. Der zweitälteste Sohn war der Geistliche Reginald Bridges Knatchbull-Hugessen, während sein vierter und jüngster Sohn der Politiker Herbert Knatchbull-Hugessen, der als Vertreter der Conservative Party von 1885 bis 1895 Abgeordneter des Unterhauses war.